# Roger I de Tosny

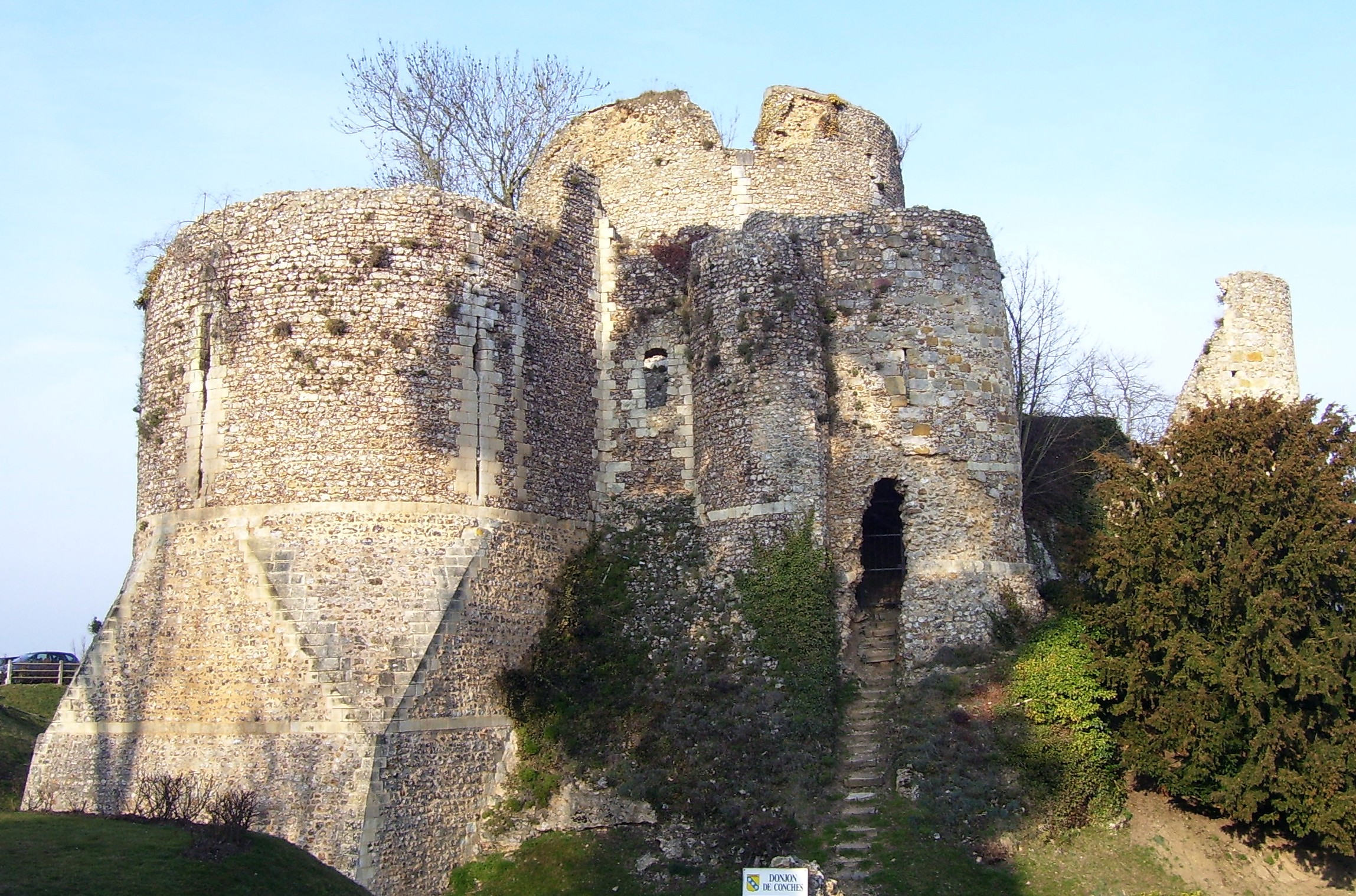
Torreón (torre) de Conches-en-Ouche, departamento de Eure, Alta Normandía, Francia. Fue construido en 1035 por Roger I de Tosny y destruido en 1591 en las Guerras de Religión francesas.

Roger I de Tosny o Roger de Hispania (Latín: Hispanicus)(apodado Mangeur de Maures (devorador de moros), fallecido c. 1040) fue un noble normando, señor de Tosny que participó en la Reconquista. Descendiente del vikingo Malahulc, uno de los barones de Hrolf Ganger.

## Biografía
Roger era hijo de Raúl de Tosny, señor de Conches. En 1013, Roger y su padre Raoul eran los guardianes del castillo de Tillières en nombre de Ricardo II de Normandía. Años más tarde, ambos se vieron obligados a partir al exilio por causas desconocidas y la custodia de Tilliéres les fue retirada y entregada a Gilbert Crispin de Tillières por Roberto II de Normandía. Mientras que su padre se ganó una reputación en Apulia, Roger hizo lo mismo luchando contra los musulmanes en la península ibérica. Los pequeños estados cristianos ibéricos dieron la bienvenida a todos aquellos voluntarios que estuvieran dispuestos a colaborar en la tarea de Reconquista. Roger fue llamado por Ermesinda de Carcasona, condesa-regente de Barcelona tras la muerte de su marido Ramón Borrell, para enfrentar la amenaza musulmana. Roger se apresuró a ayudar, casándose con la hija de Ermesinda, y consiguió capturar varias ciudades y castillos. Adémar de Chabannes relata las más o menos legendarias hazañas de Roger, que se ganó el apodo de Mangeur de Maures (devorador de moros). Según Adémar, Roger tomaba cada día a uno de sus cautivos y, delante del resto, lo cortaba en dos, hervía la primera mitad y se la daba a comer a los demás musulmanes, mientras fingía llevarse la otra mitad a su propia tienda. para él y sus compañeros. Luego Roger permitía que algunos de estos prisioneros escaparan para difundir los rumores. 
Antes de 1024, Roger y su padre obtuvieron el permiso de Ricardo II para regresar a Normandía; Raoul murió poco después.
Roger de Tosny fundó Conches-en-Ouche. Construyó su iglesia de Sainte-Foy (antes de 1026) y luego la abadía de Saint-Pierre de Castillon (c. 1035) donde se instalaron los monjes de la abadía de Fécamp. Este monasterio fue una de las primeras fundaciones baronales de Normandía  El acta de fundación revela que el señor de Tosny le dio una pequeña posesión alrededor de Conches y su bosque.
En 1035, la muerte de Roberto I desembocó en el estallido de guerras internas y revueltas en el ducado de Normandía. Roger (cuyas relaciones con sus vecinos eran conflictivas) fue uno de los principales actores. Según los cronistas normandos,  el señor de Tosny se negó a servir al nuevo duque, Guillermo el Bastardo, porque era de nacimiento ilegítimo y aprovechó la debilidad del poder ducal para devastar las tierras de sus vecinos, en particular las de Onfroi de Vieilles. Onfroi y envió a su hijo Roger de Beaumont a enfrentarse a Roger de Tosny, que murió en combate alrededor de 1040. Sus dos hijos mayores cayeron en el campo de batalla y Roberto de Grandmesnil, aliado de Roger I de Tosny murió unas semanas después a causa de las heridas sufridas.
Tras la muerte de Roger, se restableció la paz entre la familia Tosny y sus vecinos. Su viuda Gotelina/Godehildis fue obligada a casarse con Ricardo de Évreux.

## Herencia
Sólo se conoce por el nombre de una esposa de Roger de Tosny, su viuda, Adelaida (o Godehildis), que tras la muerte de Roger se casó con Ricardo de Évreux. 
No está claro si Adelaida fue su única esposa, con la que tuvo descendencia:
- Helbert [Heliberto] de Toeni (de Tosny), murió en 1040, con su padre.
- Elinant de Toeni (de Tosny), murió en mayo de 1039, en Conches.
- Vuazo [Vuaso] de Toeni (de Tosny).

Otra posible descendencia de esposa desconocida:
- Raúl II de Tosny, sucesor de su padre;
- Roberto de Tosny, señor de Stafford;
- Béranger [Hispanicus] de Tosny;
- Adelise de Tosny, casada con Guillermo FitzOsbern;
- Berthe de Tosny, casada con Guy de Laval, señor de Laval.
- Randulfo de Limesay.[11]